# Aavere (Tapa)
Aavere (Duits: Eiawerre) is een plaats in de Estlandse provincie Lääne-Virumaa, behorend tot de gemeente Tapa. De plaats heeft 15 inwoners (2021) en heeft de status van dorp (Estisch: küla).
Aavere behoorde tot oktober 2017 tot de gemeente Tamsalu, die in die maand opging in de gemeente Tapa.
Ten zuiden van Aavere ligt een dorp dat ook Aavere heet, maar bij de gemeente Väike-Maarja hoort.

## Geschiedenis
Aavere in de gemeente Väike-Maarja was het centrum van het landgoed Afer, dat in 1765 begon als semi-landgoed en in 1775 een zelfstandig landgoed werd. Aavere in de gemeente Tapa lag in de periferie van en later op het landgoed Afer. Het dorp werd voor het eerst genoemd in 1591 onder de naam Eyefer. Daarna had het verschillende namen: Eygefer, Eiawer, Eiawerre en in 1931 Eijavere. Vanaf 1913 werd het ook wel Äiavere of Aavere genoemd. Na 1931 kreeg die laatste naam de overhand.
Vanaf 1977 hoorden Aavere en het buurdorp Mäetaguse bij Kuie. In 1998 werd Aavere weer zelfstandig en bleef Mäetaguse deel uitmaken van Aavere.